# Nique le casino
Albums de Sadek
Les frontières du réel
(2013) Vulgaire, violent et ravi d'être là
(2017)
Nique le casino est le deuxième album de Sadek sorti le 8 juillet 2016.

## Liste des pistes
| No  | Titre                                  | Durée |
| --- | -------------------------------------- | ----- |
| 1.  | Entrée (Intro)                         | 2:33  |
| 2.  | Le croupier                            | 4:11  |
| 3.  | La paresse (avec SCH)                  | 3:57  |
| 4.  | Loin                                   | 2:39  |
| 5.  | Las Vegas                              | 3:09  |
| 6.  | La bise (avec Brulux)                  | 3:26  |
| 7.  | Sans parler                            | 3:22  |
| 8.  | Andale (avec Gradur)                   | 3:16  |
| 9.  | C'est plus pareil                      | 3:10  |
| 10. | Piña Colada (avec Ronegga)             | 4:24  |
| 11. | C'est trop (avec Ninho et Leto)        | 4:31  |
| 12. | La salle des coffres (avec Lapso Laps) | 3:42  |
| 13. | Nique le casino                        | 5:12  |

## Clips vidéos
- C'est plus pareil : 20 avril 2016
- Las Vegas : 18 mai 2016
- Le croupier : 1er juillet 2016
- Andale (avec Gradur) : 19 octobre 2016
- La bise (avec Brulux) : 25 novembre 2016

## Accueil commercial
L'album s'écoule à 3 203 exemplaires une semaine après sa sortie.

### Certifications et ventes
| Région        | Certification | Ventes/Streams |
| ------------- | ------------- | -------------- |
| France (SNEP) | Or            | 50 000         |

| Région        | Certification | Ventes/Streams |
| ------------- | ------------- | -------------- |
| France (SNEP) | Platine       | 100 000        |